# Frölunda HC
Frölunda HC – szwedzki klub hokeja na lodzie z siedzibą w Göteborgu, występujący w rozgrywkach SHL.

## Dotychczasowe nazwy
- Västra Frölunda IF (1944–1984)
- Västra Frölunda HC (1984–2004)
- Frölunda HC (2004–)

## Sukcesy

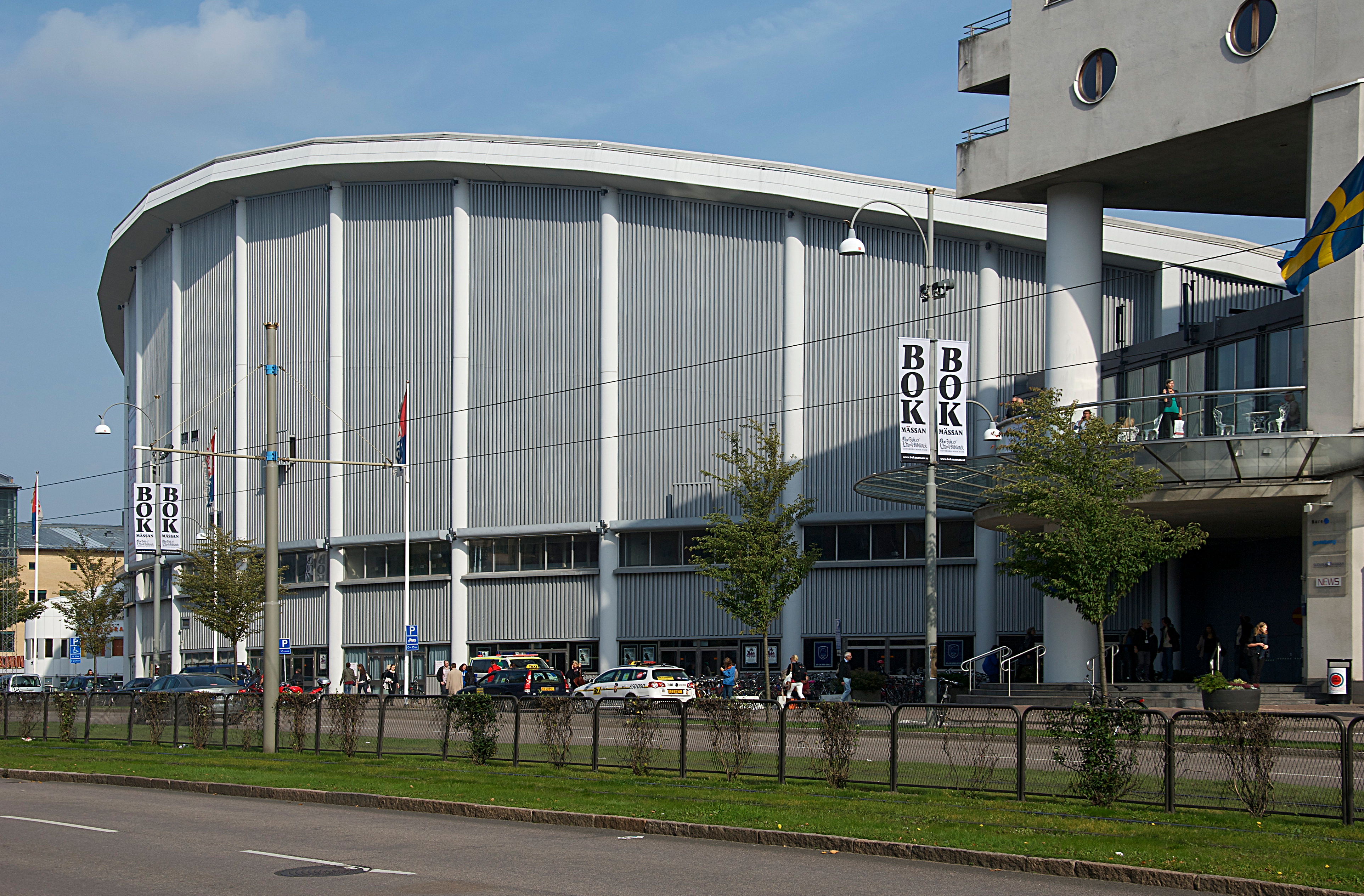
Hala Scandinavium

- Złoty medal mistrzostw Szwecji: 1965, 2003, 2005, 2016, 2019
- Srebrny medal mistrzostw Szwecji: 1980, 1996, 2006
- Brązowy medal mistrzostw Szwecji: 2015
- Mistrzostwo Hokejowej Ligi Mistrzów: 2016, 2017, 2019, 2020
- Finał Hokejowej Ligi Mistrzów: 2015